# 5447 Лалемент
5447 Лалемент (5447 Lallement) — астероїд головного поясу, відкритий 6 серпня 1991 року.
Тіссеранів параметр щодо Юпітера — 3,235.